# 岡山ラグビーフットボールクラブ
岡山ラグビーフットボールクラブ（おかやま -、Okayama Rugby Football Club）は岡山県岡山市に本拠地を置くクラブラグビーチーム。

## チームプロフィール
当クラブは50年を超える歴史を持ち、岡山県内きっての強豪クラブである。全国クラブ大会の常連で、岡山県社会人学生ラグビーリーグと2010年に創設された関西クラブトップリーグに参加したことがある。
外国人メンバーも含めて約60名が所属し年齢層は19歳～65歳と幅広い。主な練習場は大野小学校グラウンドを主に使用。以前は廃校になった岡山中央北小学校（旧南方小学校）を使用していた。

## 組織
- 桃惑クラブ　－　40歳以上クラブ
- 岡山ラグビースクール　－　幼児・小学生・中学生（ジュニア）

## 歴史
1953年に創部。 名誉会長の分島公明と元会長である井筒駿一によって岡山を本拠地に活動を開始した。1977年に岡山県社会人リーグが立ち上がると同時にリーグに加盟。1998年には創部45周年でニュージーランド遠征を行い、オークランドの伝統あるクラブチームと対戦する。この頃より、五十嵐巧らによりチーム強化を図り、同年に全国クラブ大会に初出場、その後も2000～2002年と4大会連続、2004年、2006年、2008年と過去7回の出場を果たす。また、2004年には文部科学省から「生涯スポーツ優良団体」の表彰を受けている

## 主な戦績
- 全国クラブ大会出場　7回。
- 関西クラブ選手権大会カップトーナメント制覇　8回。